# بلموکا
بلموکا (به لاتین: Belemoka) یک منطقهٔ مسکونی در کشور ماداگاسکار است که در بخش ایکونگو واقع شده‌است. بلموکا ۱۳٬۰۰۰ نفر جمعیت دارد و ۳۱۹ متر بالاتر از سطح دریا واقع شده‌است.